# Râul Zăbala, Putna
Râul Zăbala este un curs de apă, afluent al râului Putna. Se formează la confluența a două brațe: Arișoaia și Zăbăluța.

## Galerie de imagini

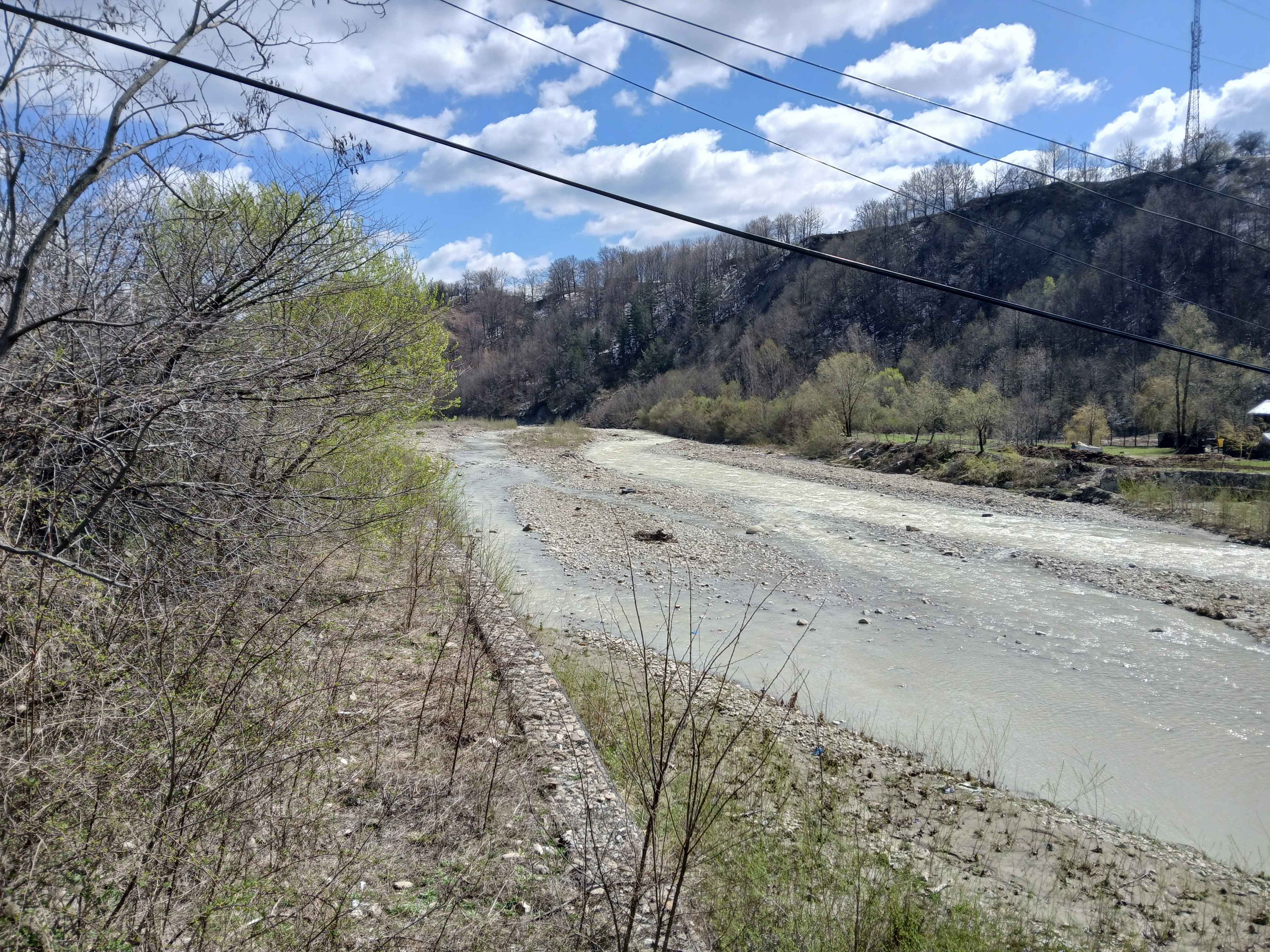
Râul Zăbala la Nereju
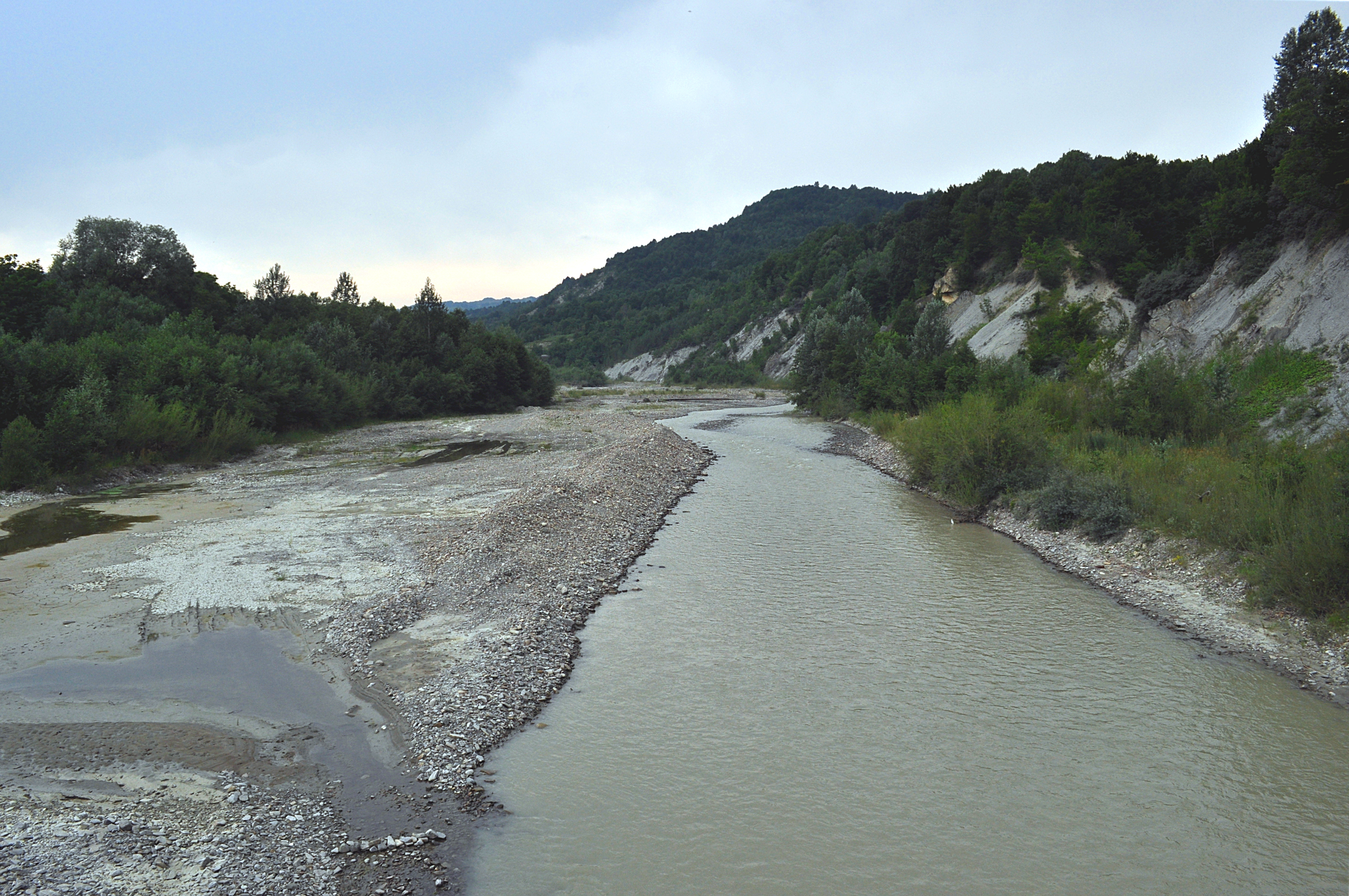
Râul Zăbala la Paltin
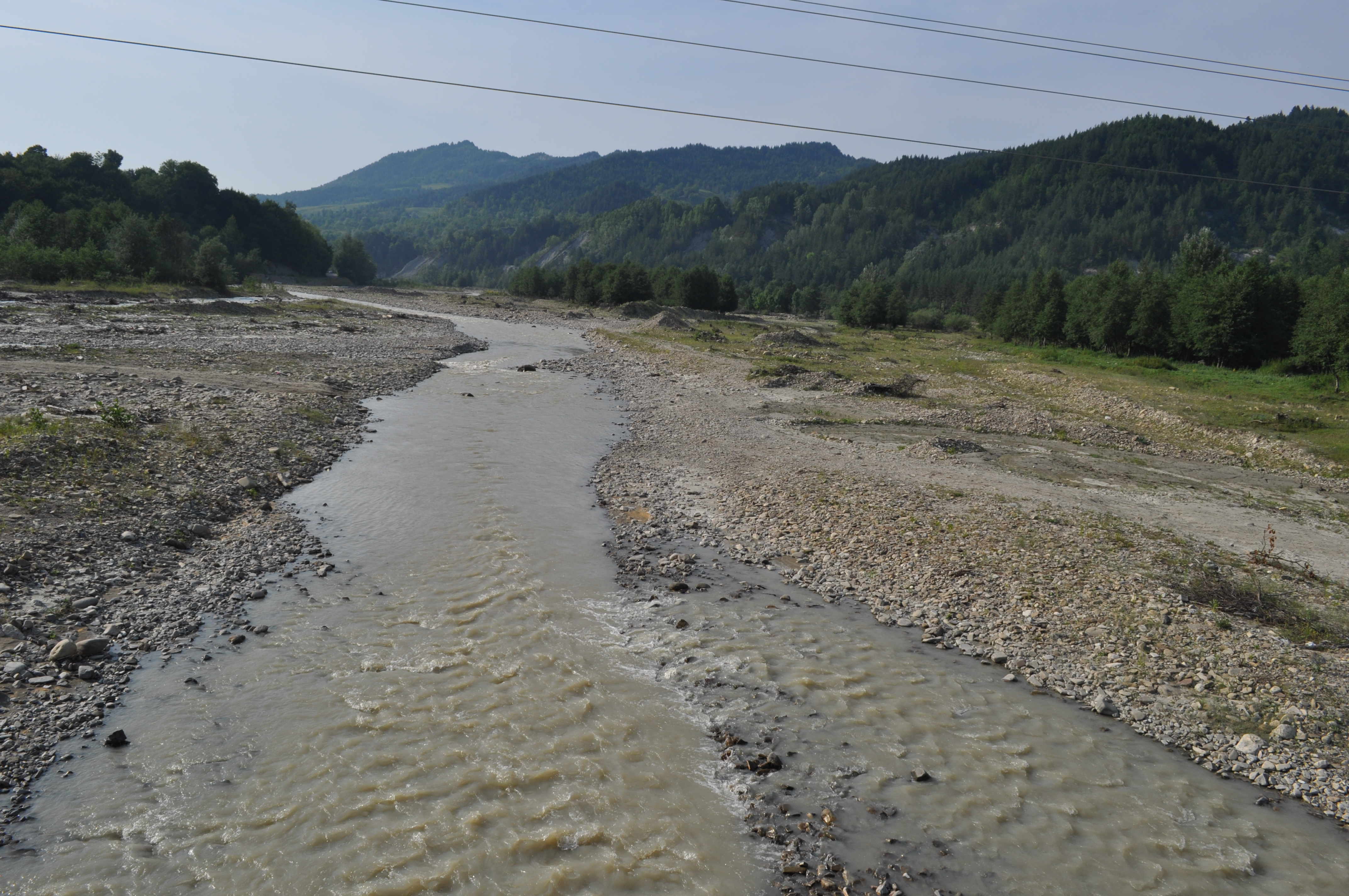
Râul Zăbala la Spulber

## Hărți
- Harta Munții Vrancea
- Ovidiu Gabor - Economic Mechanism in Water Management ][nefuncțională]